# Cynodon dactylon
Cynodon dactylon é uma espécie de planta com flor pertencente à família Poaceae. 
Também é conhecida pelo nome popular de grama bermudas
A grama-bermudas é um tipo de gramínea cultivada em pastos, fenações, na formação de gramados e em barrancos para a cobertura do solo.
Possui tolerância ao calor, à seca, ao tráfego intenso de pedestres e a solos com baixo teor de nutrientes. Em áreas tropicais mais quentes, a grama Bermudas permanecerá verde o ano todo.

## Portugal
Trata-se de uma espécie presente no território português, nomeadamente em Portugal Continental, no Arquipélago dos Açores e no Arquipélago da Madeira.
Em termos de naturalidade é nativa de Portugal Continental e no Arquipélago da Madeira e introduzida no Arquipélago dos Açores.

## Ecologia
É considerada uma erva daninha em plantações de café, amendoim, canaviais e muitas outras. É uma planta que compete por espaço com nativas, invade terrenos baldios e consome humidade, os nutrientes e o oxigénio.
Não se encontra protegida por legislação portuguesa ou da Comunidade Europeia.